# Andreas Hermes
Andreas Hermes (Colonia, 16 luglio 1878 – Kralingen, 4 gennaio 1964) è stato un politico tedesco.

## Biografia
Ebbe numerosi incarichi sia prima che dopo l'avvento del nazismo, sia in Germania che all'estero. A partire dal 1939 fece parte dell'opposizione anti-hitleriana con il dottor Carl Friedrich Goerdeler e con il generale Beck. Prese parte al complotto del 20 luglio 1944, fu arrestato e condannato a morte, ma riuscì a sfuggire all'impiccagione. Nel dopoguerra militò nella CDU e rivestì importanti incarichi nel settore economico ed agricolo.